# Пермская Царь-пушка
Пермская Царь-пушка — гладкоствольная 20-дюймовая литая чугунная пушка, изготовленная и находящаяся в Перми. Название получила по аналогии с московской «Царь-пушкой».
Пермский гигант изготовлен в 1869 году по заказу Морского министерства на Мотовилихинском чугунопушечном заводе. Пермская пушка отлита «уральским методом» из закаленного чугуна очень высокого качества по американским чертежам. Есть основания считать, что прототипом послужило «гигантское орудие» американского парохода «Поухатан». В отличие от европейских держав, которые в 1860-у годы для борьбы с броненосцами противника вооружали свои корабли нарезными орудиями, США пошли по пути увеличения калибра гладкоствольных пушек (колумбиад). Такие же орудия были заказаны Олонецкому заводу для вооружения российских броненосцев. Более того, возникла мысль изготовить 20-дюймовую гладкую пушку с целью «убедиться, могут ли наши казенные горные заводы отливать такие пушки, если бы опыты над стальными нарезными орудиями 9-дюймового калибра не дали бы удовлетворительных результатов». Поскольку производственные мощности Олонецкого завода не позволяли отливать орудие такого калибра, за это дело взялся Пермский завод.
Испытания пушки проводились с 16 (28) августа 1869 года путём стрельбы с берега через реку Кама (ширина реки здесь от 0,8 до 1 км). Позднее испытания орудий также путём стрельбы через реку проводились здесь вплоть до конца Перестройки — в советские годы здесь был огромный полигон.
На испытаниях пермского гиганта присутствовал начальник артиллерийской части Кронштадтского порта генерал-майор Ф. В. Пестич. При испытаниях Пермской царь-пушки сделано 314 выстрелов ядрами и бомбами разных систем. В результате проверена прочность орудия, оптимизирован вес порохового заряда. При этом заряд постепенно увеличили до 120 килограммов чёрного пороха. В качестве боевого был установлен заряд в 53 кг. Дальность стрельбы составляла до 1,2 километра.
Характеристики Пермской царь-пушки:
- длина ствола — 4,9 м;
- калибр — 20 дюймов (508 мм);
- толщина стен орудия, у дула — 180 мм; в казенной части — 450 мм;
- вес только ствола — 2800 пудов (45,9 т), что больше общего веса московской Царь-пушки, составляющего 2400 пудов (39312 кг);
- вес лафета — 6000 пудов (98,3 т);
- вес ядра — 30 пудов (459 кг);
- вес порохового заряда — 4 пуда.

Модель Пермской царь-пушки в натуральную величину была выставлена перед павильоном России на Всемирной выставке в Вене в 1873 году.
Пермская пушка должна была занять место в Кронштадте, на форту Константин, где для неё был уже установлен особый лафет, позволяющий вести круговой огонь, для защиты Петербурга со стороны моря. Двумя такими орудиями также предполагалось вооружить броненосный фрегат «Минин», строившийся в Санкт-Петербурге с 1866 по 1878 год.
Однако ей не суждено было попасть в Кронштадт: гигант был возвращен с дороги в Пермь. Связано это с тем обстоятельством, что инженер-изобретатель Павел Матвеевич Обухов из Златоуста разработал технологию получения высокопрочной пушечной стали. Основав завод в Санкт-Петербурге, он начал производство более лёгких орудий, которые заряжались с казённой части, и пермская царь-пушка технически устарела.
Решением императора Александра II она была сохранена как историческая реликвия.
В настоящее время Пермская царь-пушка выставлена в музее боевой техники под открытым небом ОАО «Мотовилихинские заводы».